# Nederlands kampioenschap shorttrack 2004
Het Nederlands Kampioenschap Shorttrack 2004 werd gehouden in Groningen.
Titelverdedigers waren Cees Juffermans en Melanie de Lange. Juffermans behaalde zijn tweede opeenvolgende titel, terwijl De Lange haar titel kwijtraakte aan Liesbeth Mau-Asam.
|                    | 1                   | 2                  | 3                 |
| ------------------ | ------------------- | ------------------ | ----------------- |
| Heren              | Cees Juffermans     | Dave Versteeg      | Niels Kerstholt   |
| Dames              | Liesbeth Mau-Asam   | Anouk Wiegers      | Mariëlle Lootsma  |
| Jongens Junioren B | Jorrit Oosten       | Freek van der Wart | Rudy Koek         |
| Meisjes Junioren B | Sanne van Kerkhof   | Marleen Pot        | Ilona Siersma     |
| Jongens Junioren C | Mike Westerman      | Koen Hakkenberg    | Sjinkie Knegt     |
| Meisjes Junioren C | Jorien ter Mors     | Anouska Kruithof   | Yara van Kerkhof  |
| Aflossing Heren    | Gewest Zuid-Holland | Trias Leeuwarden A | HVHW              |
| Aflossing Dames    | IHCL                | HVHW               | Gewest Overijssel |